# Hamer-Młyn
Hamer-Młyn ([pronunciación en polaco: /ˈxamɛr mwɨn/]; Casubio: Hamer Młin; alemán hasta 1945: Hammermühle) es un pueblo ubicado en el distrito administrativo de Gmina Lipnica, dentro del condado de Bytów, Voivodato de Pomerania, en el norte de Polonia. Se encuentra a unos 8 kilómetros al noreste de Lipnica, a 11 kilómetros al sur de Bytów, y a 83 kilómetros al suroeste de la capital regional Gdańsk. El pueblo tiene una población de 12 habitantes.